# VAL (duet)
VAL je beloruski duet, ki ga sestavljata Valeria Gribusova in Vladislav Paškevič.

## Zgodovina
Duet je bil ustanovljen leta 2016. VAL je dne 28. februarja 2020 zmagal na nacionalnem izboru za Pesem Evrovizije in bi zato moral zastopati Belorusijo na tekmovanju za Pesem Evrovizije 2020 v Rotterdamu s pesmijo »Da vidna«, a je bil izbor odpovedan zaradi pandemije covida 19. Člana dueta sta javno podprla beloruske proteste leta 2020. Zaradi tega je septembra 2020 beloruska državna radiotelevizija sporočila, da duet ne bo zastopal Belorusije na tekmovanju za Pesem Evrovizije.

## Člana

### Valeria Gribusova
Valeria Gribusova, beloruska pevka, besedilopiska in plesalka (belorusko Валерыя Грыбусава, latinizirano: Valieryja Hrybusava), *12. februar 1995, Mogilev.
Gribusova je leta 2013 z odliko maturirala iz zborovske glasbe in umetnosti. Nadaljevala je s študijem na oddelku za pop umetnost Beloruske državne univerze za kulturo in umetnost. Leta 2015 je sodelovala kot solistka z nacionalnim simfoničnim orkestrom Belorusije pod vodstvom Mihaila Finberga.
Gribusova je kot pevka prejela številna priznanja. Leta 2015 je osvojila prvo nagrado na beloruskem tekmovanju Slavianski Bazaar.  Leta 2017 je sodelovala v ukrajinski različici oddaje The Voice in se pridružila Džamalini ekipi.

### Vladislav Paškevič
Vladislav Paškevič  (belorusko Уладзіслаў Пашкевіч, latinizirano: Uladzislaŭ Paškievič), tudi Vlad Freimann (Влад Фрайманн), glasbeni producent, tekstopisec, multiinštrumentalist in jezikoslovec. Paškevič je diplomiral na Državni lingvistični univerzi v Minsku.
Paškevič je eden od dveh članov producentskega dua ToneTwins. Bil je v skupini spremljevalnih pevcev skupine Naviband na beloruskem nacionalnem evrovizijskem izboru leta 2017, vendar ni bil izbran za spremljevalnega pevca skupine na Pesmi Evrovizije 2017 v Kijevu.

## Diskografija

### EP
- »В моей комнате« (2017)
- »Пауза« (2021)

### Pesmi
- »Кто ты есть« (2016)
- »Ветер во сне« (2016)
- »Тихая гавань« (2019)
- »Da vidna« (2020)
- »Частницы счастья« (2020)
- »Навечна« (2020)
- »Пауза« (2021)